# Resolutie 602 Veiligheidsraad Verenigde Naties
Resolutie 602 van de Veiligheidsraad van de Verenigde Naties werd unaniem aangenomen op 25 november 1987.

## Achtergrond
In 1968 hadden de Verenigde Naties het mandaat dat Zuid-Afrika over Namibië had gekregen beëindigd. Het land weigerde echter te vertrekken, waarna de VN de Zuid-Afrikaanse administratie in Namibië illegaal verklaarden en Zuid-Afrika een wapenembargo oplegden. De buurlanden van Namibië die de Namibische onafhankelijkheidsstrijd steunden werden door Zuid-Afrika geïntimideerd met geregelde militaire invasies.

## Inhoud
De Veiligheidsraad:
- Heeft het verzoek van Angola in beraad genomen.
- Heeft de verklaring van Venancio de Moura, Vice-Minister van Buitenlandse Betrekkingen van Angola, gehoord.
- Is erg bezorgd over de verdergaande agressie door het racistische regime van Zuid-Afrika tegen Angola.
- Betreurt de doden en de verwoesting.
- Is verder erg bezorgd over de blijvende schending van Angola's soevereiniteit, luchtruim en territoriale integriteit door Zuid-Afrika.
- Herinnert aan de resoluties 387, 428, 447, 454, 475, 545, 546, 567, 571, 574 en 577.
- Is ook erg bezorgd over de bedreiging van deze agressie voor de wereldvrede.
- Is verontwaardigd over het illegaal betreden van Angola door het hoofd van het racistische regime van Zuid-Afrika en enkele van zijn ministers.
- Weet dat er maatregelen moeten worden genomen ten behoeve van de wereldvrede.

1. Veroordeelt de Zuid-Afrikaanse agressie tegen Angola en gedeeltelijke bezetting ervan.
2. Veroordeelt het illegaal betreden van Angola door het hoofd van de Zuid-Afrikaanse regering.
3. Veroordeelt ook het gebruik van het illegaal bezette Namibië als uitvalsbasis.
4. Eist nogmaals dat Zuid-Afrika zich onmiddellijk uit Angola terugtrekt.
5. Mandateert de secretaris-generaal om toe te zien op de Zuid-Afrikaanse terugtrekking en te rapporteren over de uitvoering van deze resolutie.
6. Vraagt de lidstaten met de secretaris-generaal samen te werken aan de uitvoering van deze resolutie en niets te doen wat de onafhankelijkheid, territoriale integriteit en soevereiniteit van Angola kan schaden.
7. Besluit om op de hoogte te blijven.

## Verwante resoluties
- Resolutie 581 Veiligheidsraad Verenigde Naties (1986)
- Resolutie 591 Veiligheidsraad Verenigde Naties (1986)
- Resolutie 606 Veiligheidsraad Verenigde Naties
- Resolutie 610 Veiligheidsraad Verenigde Naties (1988)

Lijst ·  594 ·  595 ·  596 ·  597 ·  598 ·  599 ·  600 ·  601 ·  602 ·  603 ·  604 ·  605 ·  606